# مسجد المهدی
مسجد المهدی مربوط به دوره قاجار است و در بوشهر، خیابان آهنگران، کوی شنبدی واقع شده و این اثر در تاریخ ۹ اردیبهشت ۱۳۸۲ با شمارهٔ ثبت ۸۳۹۵ به‌عنوان یکی از آثار ملی ایران به ثبت رسیده است.